# Polis
Pour les articles ayant des titres homophones, voir Police et Polisse.
Pour les articles homonymes, voir Polis (homonymie).

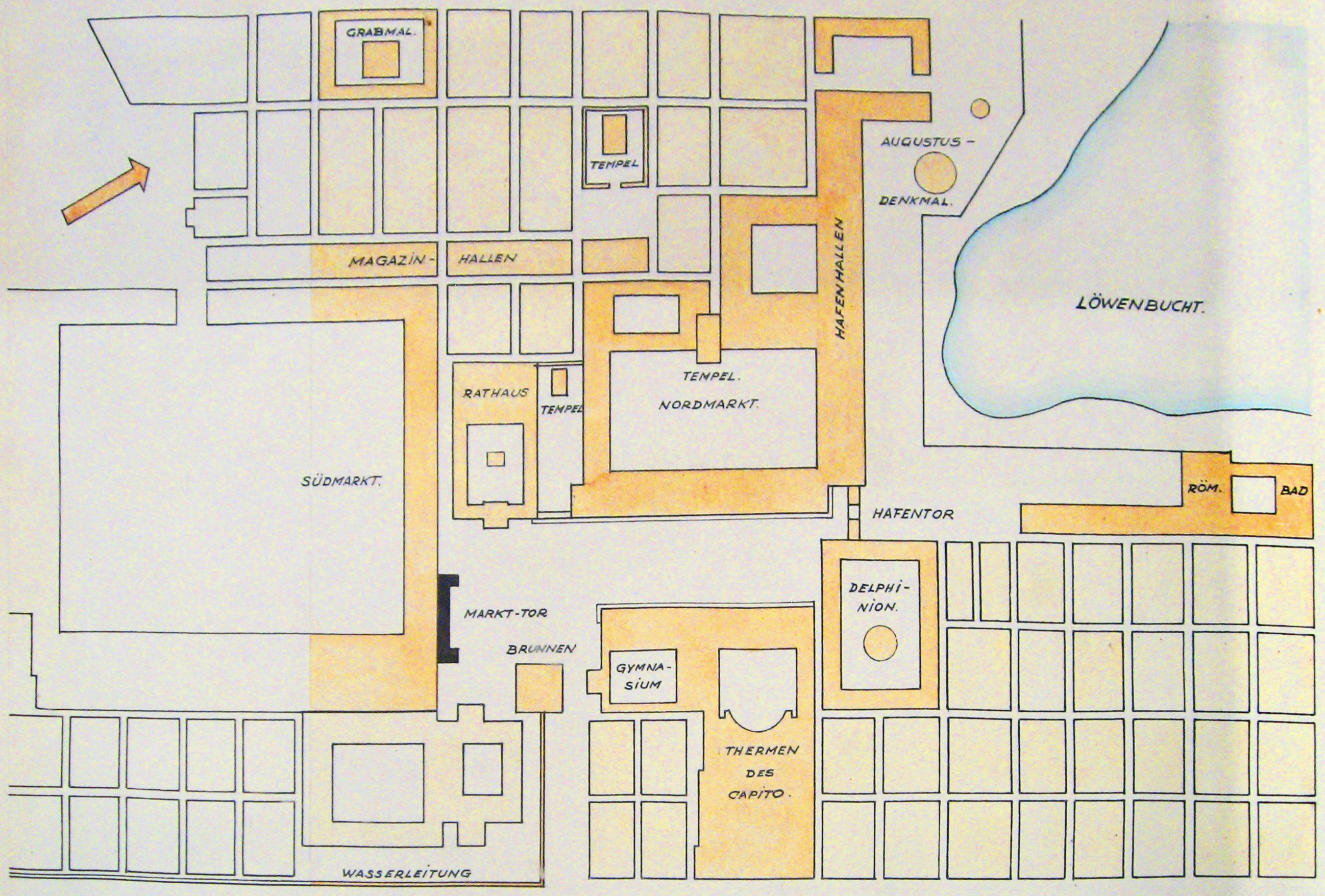
Plan du centre de Milet, le marché et ses alentours vers 200 av. J.-C.

En Grèce antique, la polis (en grec ancien πόλις / pólis, « cité » ; dans l'étymologie latine civitas) est une cité-État, c’est-à-dire une communauté de citoyens libres et autonomes, le corps social lui-même, l'expression de la conscience collective des Grecs. Dans la pensée grecque antique, la cité représente avant tout une structure humaine et sociale, et non une organisation administrative : il n’y a pas d’État indépendamment d’une communauté humaine concrète. C’est la raison pour laquelle les cités sont désignées, dans la langue grecque, par le nom de leur peuple : la cité d'Athènes n'existe pas en tant que telle, on parle de la « cité des Athéniens », tout comme Sparte est la cité des Lacédémoniens.
Il existe au moins 750 cités situés sur la rive nord de la mer Méditerranée et de la mer Noire, divisées entre :
- Les anciennes cités concentrées sur le Péloponnèse et l'Asie Mineure
- Les colonies fondées à partir du VIIIe siècle av. J.-C. par des marchands et des marins grecs

Selon la formule d’Aristote dans le Politique, la cité est une communauté (κοινωνία / koinônía) « d'animaux politiques » réunis par le choix (προαίρεσις / proaírésis) non pas seulement de vivre ensemble mais de « bien vivre », εὖ ζῆν / eû zēn, en vue d’une vie parfaite et autarcique. Cette vie commune et parfaite est assurée d’abord et surtout par « la vertu de justice, vertu politique par excellence », (ἥ δικαιοσύνη πολιτικόν / hế dikaiosúnê politikón), et consolidée par la référence à un même passé mythique, à des héros communs, à des rites et des lois intégrées et partagées.
Le caractère autonome de ces cités a été favorisé par le relief accidenté du pays (reliefs de type alpin ; forte activité tectonique), entravant les communications, et renforçant ainsi l'autarcie des cités. Toutefois aucun déterminisme géographique n'explique cette structure originale. Sa formation est un processus long et complexe.
La notion de polis peut ainsi recouvrir trois réalités superposables et peut apparaître comme :
- une donnée sociale, comprise comme une communauté d'ayants droit, libres et autonomes, fortement structurée : le corps des citoyens. La polis est alors comprise comme une entité politique et même comme le cadre de l'émergence du politique ;
- une donnée spatiale, un site qui noue de manière insécable une ville à son territoire et un écosystème. La polis est alors comprise comme une entité physique ;
- un État souverain, doté de pouvoirs régaliens, qui joue un rôle sur la scène internationale[5],[6].

## La formation de la cité grecque

Localisation des principales régions et cités de la Grèce archaïque.

Le processus de formation des cités grecques reste mal connu car mal documenté, ses modalités sont très débattues, puisque cette forme politique est surtout connue par ses formes abouties, réunissant ses traits caractéristiques, à compter du VIe siècle. Il est difficile de s'accorder sur le moment où serait franchi le seuil permettant de considérer qu'on est bien en présence d'une entité étatique avec des aspects urbains, le processus étant graduel, suivant des rythmes différents selon les lieux et accouchant sur des formes politiques relativement diverses,. Et du reste il ne faut pas forcément faire coïncider le phénomène d'urbanisation avec celui de formation des États en Grèce, vu que les cités-États grecques n'ont pas systématiquement un centre urbain, a fortiori durant l'époque archaïque.
Cela étant dit, en l'état actuel des choses le constat du développement de la cité-État repose sur un faisceau d'indices, qui consiste avant tout en l'identification de traits urbains sur des sites archéologiques, faute de mieux. Ils sont surtout perceptibles à partir du VIIIe siècle, et poursuivant leur formation sur le suivant, :
- il y a à long terme un processus d'urbanisation du monde grec, les agglomérations connaissent une croissance, mais d'une manière générale il reste très difficile d'estimer la population ou ne serait-ce que l'extension d'un site de cette période et le peuplement d'un territoire[12],[13] ;
- les agglomérations se dotent progressivement de constructions publiques révélant une organisation collective de plus en plus poussée (murailles, temples, agoras), une forme d'organisation planifiée se repérant même dans la fondation coloniale Mégara Hyblaea[14],[15] ;
- plus largement les aspects « urbains » des sites, reflétant la constitution d'une entité politique, sont de plus en plus prononcés au fil du temps, qu'ils soient sociaux (stratification sociale), économiques (développement des échanges, de l'artisanat, de la spécialisation des métiers), culturels (développement de l'écriture, notamment pour des usages publics) ou religieux (développement des sanctuaires civiques, symbolisant la communauté et servant parfois à marquer son emprise sur son territoire, notamment sur ses marges), même s'ils ne sont vraiment réunis que plus tardivement[16],[17] ;
- des aspects annonciateurs de l'organisation civique pourraient se repérer chez Homère (assemblées, notions de « peuple » laos et demos)[18] ;
- les premiers textes législatifs émis par des institutions civiques apparaissent dans le courant du VIIe siècle, le plus ancien texte de loi connu provenant de Dréros en Crète, daté d'environ 650, mentionnant des magistrats (les cosmes), alors que les traditions postérieures préservent le souvenir de législateurs semi-légendaires dans plusieurs cités (Zaleucos de Locres, Dracon d'Athènes, Lycurgue de Sparte, Charondas de Catane)[19] ;
- d'autres éléments potentiellement révélateurs de l'émergence d'une idéologie citoyenne ont pu être scrutés, comme la guerre (avec l'apparition des « citoyens-soldats », les hoplites) et les pratiques funéraires (des possibles droits à une sépulture plus ou moins larges ou des lois somptuaires révéleraient l'existence de droits politiques restreints à une élite ou au contraire élargis à un groupe plus important)[20],[21].

Quant aux explications du phénomène, elles sont également indéterminées, une fois mises en avant les évolutions générales de la période (développement démographique et économique, expansion hors de Grèce). Il est peu probable que les cités-États grecques se développent en s'inspirant d'un modèle extérieur (alors que la Phénicie est également un pays de cités-États), et le cas grec diverge des autres exemples bien identifiés de formation de l’État (comme la Mésopotamie) par le fait que l'urbanisation et la différenciation sociale y restent moins affirmées, ce qui rend difficile l'application de modèles explicatifs venus d'ailleurs. Les élites grecques jouent le rôle principal dans les scénarios proposés. Les liens et continuités entre les aristoi des cités archaïques et les basileis de la période antérieure sont discutés (le second titre disparaissant quasiment partout, sauf à Sparte),. Certains postulent qu'une nouvelle élite remplace l'ancienne, notamment des hommes venus de la couche moyenne de la paysannerie, donc une mobilité sociale, là où d'autres à l'inverse estiment que l'ancienne élite se réforme de l'intérieur pour préserver sa position,. La place de la guerre peut être mise en avant, notamment parce qu'elle occupe une place importante chez Homère et semble être un phénomène récurrent dès la haute époque archaïque, également parce que la supposée « révolution hoplitique » intervient souvent dans les scénarios visant à expliquer les évolutions sociales dans les premières cités,. 
Par exemple, pour P. Rose, il pourrait y avoir eu mise en place d'une nouvelle élite à base terrienne avec une conscience de classe, organisant un partage du pouvoir en son sein par le biais des magistratures annuelles et en liant citoyenneté et propriété du sol. Pour I. Morris, la croissance de la population joue un rôle déclencheur en rompant les équilibres passés. La spécificité de la Grèce réside selon lui dans une solution politique reposant sur l'« égalitarisme masculin » et une solidarité collective face aux potentiels monarques, là où les autres régions du monde méditerranéen voient au contraire un renforcement du pouvoir des souverains. Cette originalité serait le résultat des conflits et de négociations au sein de l'élite et entre l'élite et le reste des hommes libres, conduisant à de nouvelles solutions pour que le groupe dominant préserve le pouvoir. Cela aboutit, sous des formes diverses, à des régimes dirigés par des conseils aristocratiques élisant des magistrats annuels et à un élargissement du groupe impliqué dans la prise de décision politique.

## Organisation des cités

### Organisation sociale
La cité-État grecque est constituée autour d'une communauté politique, le groupe des citoyens, politai, des hommes adultes. Les critères de citoyenneté sont inconnus pour l'époque archaïque, faute de sources. À l'époque classique ils varient selon les cités. Ils sont déterminés par des lois formant une « constitution » (politeia). Ces lois leur offrent aussi accès aux magistratures suivant des modalités là encore très variables, tous les citoyens n'ayant pas les mêmes capacités politiques (notamment au regard de leur âge). C'est suivant ces critères que sont distingués les deux principaux régimes politiques : les oligarchies où le processus de décision est contrôlé par une élite ; les démocraties qui intègrent la plupart des hommes adultes des familles originaires de la cité, dont Athènes représente l'aspect le plus « radical ». La majeure partie des régimes semble avoir un profil « modéré », avec une large base citoyenne. Les non-citoyens, la majorité de la population, qui n'ont pas accès au processus de décision politique sont donc les femmes et enfants des citoyens, les hommes libres non-citoyens et leur famille, groupe qui comprend des natifs de la cité et des étrangers, et enfin les populations de statut servile,,.

### Organisation politique
L'émergence du système poliade est concomitante avec de nouvelles formes de vie politique où dominent la parole et la publicité des débats.
Chez Aristote, l'organisation de la cité est diverse, mais relève de trois principaux types de constitutions : l'oligarchie, la tyrannie et la démocratie, par ordre d'apparition. Ceux-ci évoluent, le but étant pour les Grecs de définir la meilleure politeia, concept qui allie la citoyenneté au mode d'organisation de la cité, deux choses sensiblement liées pour les Grecs.
La vie politique a lieu sur la place publique et dans le théâtre où la justice est rendue par des jurés tirés au sort. Sur l'exemple d'Athènes de nombreuses cités organisent leur vie politique de la même manière : la Boulè (en grec ancien Βουλή / boulế, aussi transcrit Boulê, assemblée de citoyens) décide des lois et les Prytanes (ou πρυτάνεις / prytáneis) veillent à leur application.
Durant la période hellénistique, l'attention des citoyens se porte moins sur la politique extérieure sous autorité royale. Désormais, les débats traitent de la politique intérieure, et on assiste à l'émergence de nouvelles préoccupations telles que le confort urbain, la venue de médecins publics…
Les institutions des cités sont calquées sur le modèle athénien : réunion dans le théâtre, école pour les citoyens financée par la cité, développement des gymnases. Le théâtre joue un rôle important pour recevoir du monde lors des manifestations culturelles. Lors de la période hellénistique, le théâtre et le gymnase sont également les lieux du culte du roi et des divinités orientales.
Selon le modèle athénien classique : chaque année, l'Ecclésia (assemblée de citoyens) tire au sort 500 citoyens qui constituent la Boulè, qui a la charge de préparer les lois et séances des prochaines assemblées. Elle désigne aussi les membres d'un tribunal appelé l'Héliée, composé de 6 000 citoyens chargés de rendre la justice. Parallèlement, chaque année, dix stratèges sont élus afin de diriger la politique de la cité et de commander l'armée pendant que les archontes (tirés au sort) s'occupent de la vie religieuse de la cité. Cependant, ce modèle de démocratie directe athénienne n'est pas propre à toutes les cités et reste rare. De plus, la vie civile et politique ne s'adresse qu'aux citoyens, et pas aux femmes, esclaves ni métèques (étrangers), et ne concerne par conséquent qu'une partie de la population d'Athènes.

### Organisation spatiale
Le territoire était divisé en trois entités : l’astu, avec les édifices publics et l'habitat, la chora, qui réunissait les villages (nommés komai) ainsi que les terres arables. La troisième et dernière unité est l’eschatia, région couvrant les montagnes et les terres de mauvais rapport. Les remparts marquaient la limite entre agglomération et campagne. Ils avaient une valeur symbolique de puissance et d'indépendance. Dans les cités qui se trouvaient à proximité de la mer, il y avait aussi parfois la paralia, c'est-à-dire la côte et le port. L'ensemble constituait le territoire poliade.
La cité grecque se distingue de ses homologues mésopotamiennes par la présence d'une agora, mais tout comme elles, elles possèdent un territoire étendu, un rempart, des habitations… La cité est une double entité constituée de la ville et de la campagne. Balisée par des temples et sanctuaires la campagne représente un moyen de survie indispensable pour la ville. La cité grecque est un groupe de villageois qui délimitent un territoire commun, croient aux mêmes dieux et respectent les mêmes lois et la même constitution qui évolue continuellement.
Une cité n'avait pas toujours de centre urbain, comme Sparte. Celui-ci était souvent établi selon des axes de circulation, comme à Megara Hyblæa, voire selon un plan en damier (Le Pirée), plus évolué et plus tardif, que la tradition attribue à Hippodamos de Milet. Il contenait une forteresse (acropole) parfois à l'extérieur et une place du marché (agora). Cette dernière était le centre de la cité, y réunissait tous ses caractères : politiques, religieux et commerciaux, à tel point que son absence marquait pour Aristote un trait de barbarie. L'Acropole avait une fonction religieuse, elle était fortifiée, mais n'est plus le siège du pouvoir politique depuis le VIe siècle av. J.-C. Au Ve siècle av. J.-C., certaines sont abandonnées, transformées en poste de garde.

## Évolution de la cité grecque
Chaque cité se distingue par un panthéon différent, une politeia différente. La connaissance de la variété des organisations politiques, de l'éducation, des croyances religieuses reste vague et limitée aux cités les plus célèbres et les plus influentes, dont Sparte et Athènes, très différentes.

### À l'époque classique
« La cité grecque est une communauté de citoyens entièrement indépendante, souveraine sur les citoyens qui la composent, cimentée par des cultes et régie par des lois », André Aymard.
Comme le remarque François Ruzé dans son ouvrage Délibération et pouvoir dans la cité grecque, la vie politique de la Grèce antique accorde une grande place à la parole et au débat, contrairement à la vie politique actuelle, où les échanges ne sont qu'interposés par les médias. C'est pourquoi l'Agora constitue le noyau de la cité et rythme sa vie sociale en accueillant la majorité des institutions politiques, ainsi que parfois des édifices religieux et des statues en l'honneur des héros de la cité. Dans ce lieu de réunion et de vie, les citoyens se réunissent et débattent, et certaines écoles de philosophie s'y implantent même à l'image de l'école du portique.

### À l'époque hellénistique
Les poleis se sont affaiblies. Du moins, telle fut l'analyse qui prévalut pendant longtemps parmi les historiens. Cependant, comme le remarque Claire Préaux, « on a dit que la cité grecque était morte à Chéronée. […] Ce qui est mort à Chéronée, c’est le rêve d’un empire athénien tandis que naissait une expansion de la culture de la cité grecque ». Plus loin, pour l'historien Richard Billows, la période hellénistique constitue même « une période centrale dans la vie des cités ».
Il existe cependant différents degrés de liberté et d'autonomie dans les créations poliades d'Alexandre et des diadoques. Alexandre donne la liberté quand ses successeurs la garantissent. Le thème de la « liberté des Grecs » peut aussi, à l'occasion, devenir un thème de propagande. Les cités peuvent voir leurs magistrats principaux nommés par les souverains, se voir imposer des garnisons ou des impôts extraordinaires (comme l'impôt galatique).
Les cités conservent la plupart de leurs institutions — comme le serment de l'éphébie à Athènes —, leur traitement des étrangers, le service rendu aux citoyens. Les magistrats sont souvent, comme à l'époque classique, nommés ou élus. Certains mécènes cumulent parfois plusieurs fonctions. Reste que l'expansion géographique et quantitative du phénomène poliade est sans précédent depuis la période de colonisation archaïque.
Le principal changement se mesure en réalité dans la politique extérieure des cités qui, sur ce point, perdent une large part de leur autonomie quand elles gagnent en sophistication dans la gestion des affaires internes et dans la culture, la vie civique et les aménagements urbains.
Une des principales questions qui agitaient les cités fut celle de l'approvisionnement, préoccupation qui mit au premier plan les mécènes et les bienfaiteurs. L'évergétisme change de nature et de fonction, mais reste une compétition tout hellénique, proche des concours olympiques. Comme en témoigne l'action de la Reine Laodicé, femme d'Antiochos III, qui offre aux jeunes femmes des cités sous sa coupe une dot leur permettant de se marier, ainsi que du blé à de nombreuses cités. Autre trait propre aux cités hellénistiques la recherche de nouvelles alliances entre les cités et en particulier sous la forme d'accords d’isopoliteia, forme nouvelle de citoyenneté partagée. L'alliance est également militaire : face aux rois, les cités veulent plus de pouvoir et se réunissent sous forme d’États fédéraux.
L'un des changements majeurs qu'apportent Alexandre le Grand et ses successeurs est la cohabitation entre les cités et les rois. Après le redécoupage du royaume par les diadoques, les souverains conservent le modèle d'Alexandre ; leur objectif est d'avoir de bonnes relations avec les cités, ce sont des places fortes qui apportent du prestige aux rois qui les détiennent. Cependant, des contestations et révoltes ont parfois lieu, comme en témoigne l'épisode de -230, l'usurpation du pouvoir par Antiochos Hiérax sera suivie par certaines cités qui rejoignent le mouvement et proclament leur indépendance. Le Roi Antiochos III met un terme à la rébellion dans les années suivantes en détruisant certaines cités, comme celle de Sardes, alors chef-lieu de la rébellion. En temps de paix, des relations de réciprocité s'installent entre les souverains et leurs cités. Ils agrandissent parfois leur territoire au détriment des villages voisins ou accordent d'autres faveurs comme des exemptions fiscales.
Durant l'époque hellénistique, qui marque le déclin de la polis classique, les villes de modèle grec perdent leur statut d'indépendance ainsi qu'une partie de leur vie politique. L'auto-gestion et la gouvernance en général passent sous autorité royale.

### À l'époque romaine
Les empereurs romains continuent à promouvoir ce système de la cité puisqu'elle permet à des régions éloignées de s'autogérer et donc de faciliter la gestion de l'Empire.
Malgré la création de provinces romaines, partout continuent à exister des cités à la grecque. Elles continuent à organiser elles-mêmes leur politique intérieure alors que la politique extérieure est aux mains de l'Empire romain.

## À l'ère moderne

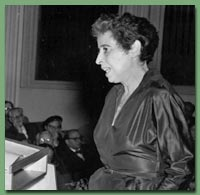
Hannah Arendt en 1955

Selon les études de Hannah Arendt, la polis prend des dimensions plus abstraites, elle n’est plus un lieu particulier datant de la Grèce Antique. Elle est plutôt « l’espace de l’apparence par excellence, c’est-à-dire le lieu dans lequel les acteurs se rendent saisissables les uns aux autres, se rencontrent et interagissent » . Donc, la polis se manifeste en fonction des interactions entre différents acteurs. Elle ne se constitue plus d’un espace matériel précis, sans barrière ni territoire. Ce lieu immatériel dominé par l’apparence est en fait la définition de la réalité par les différents acteurs. C’est-à-dire, pour reprendre son livre de la Condition de l'homme moderne (1961), toute chose qui est présenté par un acteur dans ce lieu d’apparence est maintenant réel dans la vie des autres. En conclusion, « être privé ou exclu d’une participation à la polis, ce qui revient tout bonnement, dans la perspective d’Arendt, à une privation de réalité, puisque le sens de la réalité du monde est seulement garanti par la présence d’autrui et par l’apparence publique ». Dans un contexte plus moderne, Olivier Voirol (2005) voit la polis dans les nouveaux moyens de communication, ce qui la révolutionne et change certaines de ses conditions. Il mentionne qu’à l’époque de Arendt, la polis était limitée temporellement et spatialement. Pour interagir avec les acteurs, il était nécessaire de se trouver dans le même lieu au même moment. Cependant, grâce aux nouvelles technologies de communication, ces limites n’existent plus : il est possible d’être dans l’univers de la polis et participer aux interactions à l’autre bout du globe dans un autre fuseau horaire.